# Beata Zawadzka
Beata Zawadzka (z domu Kądziołka, ur. 26 czerwca 1986 w Warszawie) – polska szachistka, arcymistrzyni od 2006 roku.

## Kariera szachowa
Od najmłodszych lat osiągała znaczące sukcesy, wielokrotnie zdobywając medale mistrzostw Polski juniorek w różnych kategoriach wiekowych, zarówno indywidualnie, jak i drużynowo. Pierwszym sukcesem było zdobycie srebrnego medalu w mistrzostwach Polski juniorek w szachach szybkich w 1998 r. (wynik ten powtórzyła w 2000 roku). Również w 2000 r. wywalczyła brązowy medal mistrzostw Polski juniorek do lat 14 w Białej. W 2001 r. zdobyła brązowy medal w kategorii do lat 16, w mistrzostwach rozegranych w Zakopanem. Pierwszy tytuł mistrzyni Polski juniorek zdobyła w 2002 r. w Bartkowej, triumfując w kategorii do lat 16. W 2003 r. zdobyła w Jarnołtówku tytuł wicemistrzyni Polski juniorek do lat 20, natomiast w następnym roku zdobyła kolejne dwa medale: brązowy w kategorii do lat 18 (w Łebie) oraz srebrny wśród juniorek do lat 20 (w Środzie Wielkopolskiej). W 2006 r. zwyciężyła we Wrocławiu w Akademickich Mistrzostwach Polski, a w 2007 r. zdobyła w Szczucinie tytuł mistrzyni Polski w szachach szybkich.
Wielokrotnie startowała w finałach mistrzostw Polski kobiet, zdobywając trzy brązowe medale (w latach 2002, 2003 i 2004). W swoim dorobku posiada również złoty medal Drużynowych Mistrzostw Polski, zdobyty w roku 2006 wraz z drużyną Polonii Plus GSM Warszawa oraz złoty medal Drużynowych Mistrzostw Polski Kobiet w grze błyskawicznej (Polanica Zdrój 2005).
Wielokrotnie reprezentowała Polskę na mistrzostwach świata i Europy juniorek w różnych kategoriach wiekowych, największe sukcesy notując w latach 2002 (brązowy medal na mistrzostwach Europy do 16 lat) oraz 2005 (również brązowy medal na mistrzostwach świata do 20 lat w Stambule).
Reprezentantka Polski w rozgrywkach drużynowych, m.in.: dwukrotnie na olimpiadach szachowych (w latach 2002, 2010), w 2002 r. zdobywając wspólnie z drużyną brązowy medal oraz  na drużynowych mistrzostwach Europy (w roku 2013).
Najwyższy ranking w karierze osiągnęła 1 stycznia 2006 r., z wynikiem 2381 punktów dzieliła wówczas 69-71. miejsce na światowej liście FIDE, jednocześnie zajmując 4. miejsce wśród polskich szachistek.

## Życie prywatne
W lipcu 2014 r. wyszła za mąż za mistrza międzynarodowego Stanisława Zawadzkiego.